# August Hagborg
August Hagborg, né le 26 mai 1852 à Göteborg et mort le 30 avril 1921 à Paris, est un peintre suédois.

## Biographie
Vilhelm Nikolaus August Hagborg est né à Göteborg le 26 mai 1852.
Après une première formation reçue à l'académie des beaux-arts de Stockholm entre 1872 et 1874 auprès de Vicente Palmaroli, il vient à Paris en 1875, d'abord pour y compléter sa formation. Cependant, il va y conserver un atelier pendant presque toute sa carrière et expose au Salon de Paris sans discontinuer entre 1876 et 1909. 
Résidant dans la capitale française au 35 boulevard Marguerite-de-Rochechouart, il débute par une série de scènes de genre (des costumes folkloriques, des types urbains) et se fait remarquer à l'exposition de 1876 par Un gavroche, une toile qui est achetée par le roi Oscar II. Il alterne entre la France au printemps et la Suède en été, y effectuant des séjours en fonction des saisons et des événements artistiques. En 1877, il présente à Paris L'Attente ; souvenir de Suède, inspirée de sa région natale. En 1878, il représente son pays au pavillon de la Suède durant l'exposition universelle avec Väntan, une grand portrait de pêcheur portant sa fille dans ses bras.

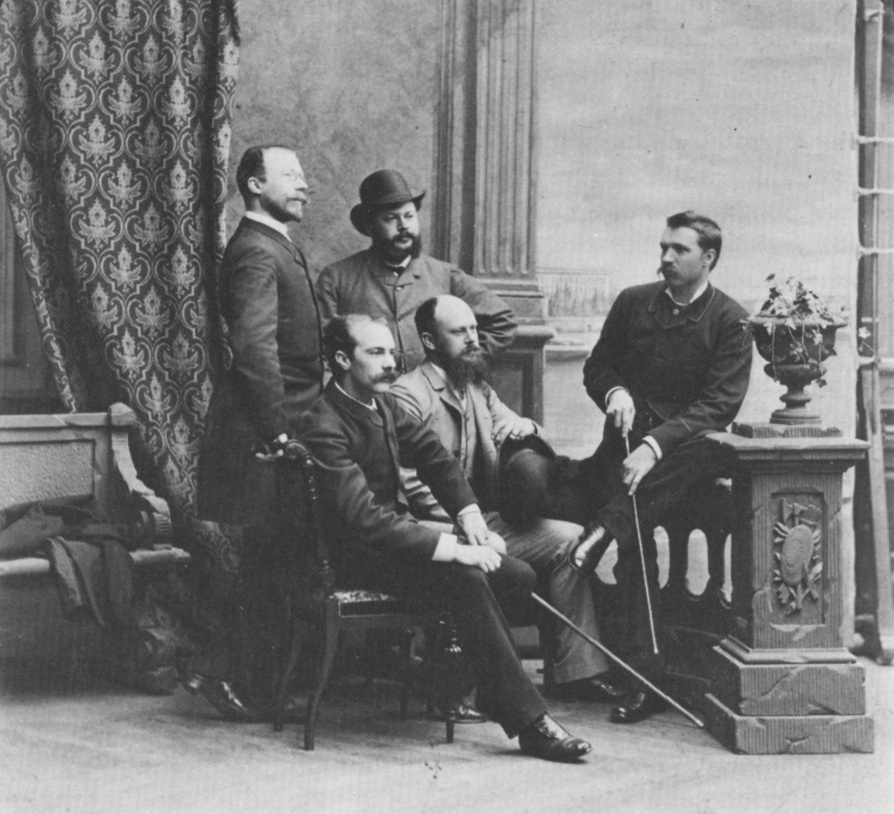
August Hagborg en 1885 au milieu des futurs fondateurs de la Konstnärsförbundet : Carl Larsson, Ernst Josephson et Per Hasselberg debout derrière lui, et Richard Bergh assis au premier plan

Il propose au Salon de 1879 une marine imposante intitulée Grande Marée dans la Manche, qui reçoit la médaille de bronze et est achetée par l'État français, ce qui déclenche un engouement des publics pour son travail. Au Salon des artistes français l'année suivante, il a droit à l'exposition de son buste par Ingel Fallstedt, tandis qu'il présente Sur la plage d’Agon (Manche), une nouvelle grande marine (1,90 × 3 m), traitée dans des tons harmonieux avec une remarquable précision de trait. En 1885, il fréquente en voisin le café du Tambourin au 62, boulevard de Clichy et devient l'amant de la patronne[réf. nécessaire], la modèle italienne Agostina Segatori, dont il fera un tableau, Jeune fille songeuse[réf. nécessaire]. En 1885 et 1886, il fait partie du groupe d'artistes suédois installés à Paris à l'origine de la Konstnärsförbundet (sv) (« Fédération des artistes »), une organisation créée en 1886 en opposition à l'académie des Beaux-Arts de Stockholm.
En 1889, il est membre du jury international dans la catégorie « peinture » de l'exposition universelle de Paris en tant que suppléant de son compatriote Hugo Salmson. En 1890, il devient membre de la Société nationale des beaux-arts  à sa création et expose au Salon du Champ-de-Mars. En 1900, il est à nouveau membre du jury international de peinture à l’exposition universelle. En 1893 et 1901, il est nommé chevalier puis promu officier de la Légion d'honneur.
Durant les visites d'été en Suède, Hagborg peint des motifs figuratifs de la côte de la Scanie et du port de Dalarö. Il participe au fêtes du millénaire normand à Rouen en 1911.
Après 1914, il séjourne sur la côte de la Dalécarlie qui lui inspire des couchers de soleil qui confinent à l'abstraction. 
August Hagborg s'est marié à Gerda Hagborg. Il est le frère du peintre Otto Hagborg (en).
Il meurt au 45, boulevard Berthier à Paris, ville qu'il aimait profondément, le 30 avril 1921 et est enterré au cimetière de Norra begravningsplatsen.

## Distinctions
- Officier de la Légion d'honneur (1901).

## Œuvre
Figure importante du courant naturaliste monumental de la fin du siècle, proche dans le style d'artistes comme Jules Breton, Jules Bastien-Lepage ou Émile Friant, il a souvent représenté des scènes côtières inspirées par la Normandie, la Bretagne, et le sud de la Suède. Durant les dernières années de sa vie, ses œuvres se détachent du naturalisme et se rapprochent du symbolisme.
Son travail est représenté dans de nombreux musées suédois, particulièrement au Nationalmuseum de Stockholm où est conservé Un matin à Cayeux, en Normandie (1886), et au musée des Beaux-Arts de Göteborg où se trouve Le Cimetière de Trouville (1883). En France, certaines de ses œuvres sont conservées à Rouen et à Saint-Maur-des-Fossés : 
- Grande marée dans la Manche, 1879, huile sur toile, musée de Saint-Maur, dépôt du musée d'Orsay.
- Portrait de femme à la robe noire, vers 1896, huile sur toile, musée des Beaux-Arts de Rouen.
- Enterrement dans un village de la Manche, 1911, huile sur toile, musée des Beaux-Arts de Rouen.

Œuvres d'August Hagborg
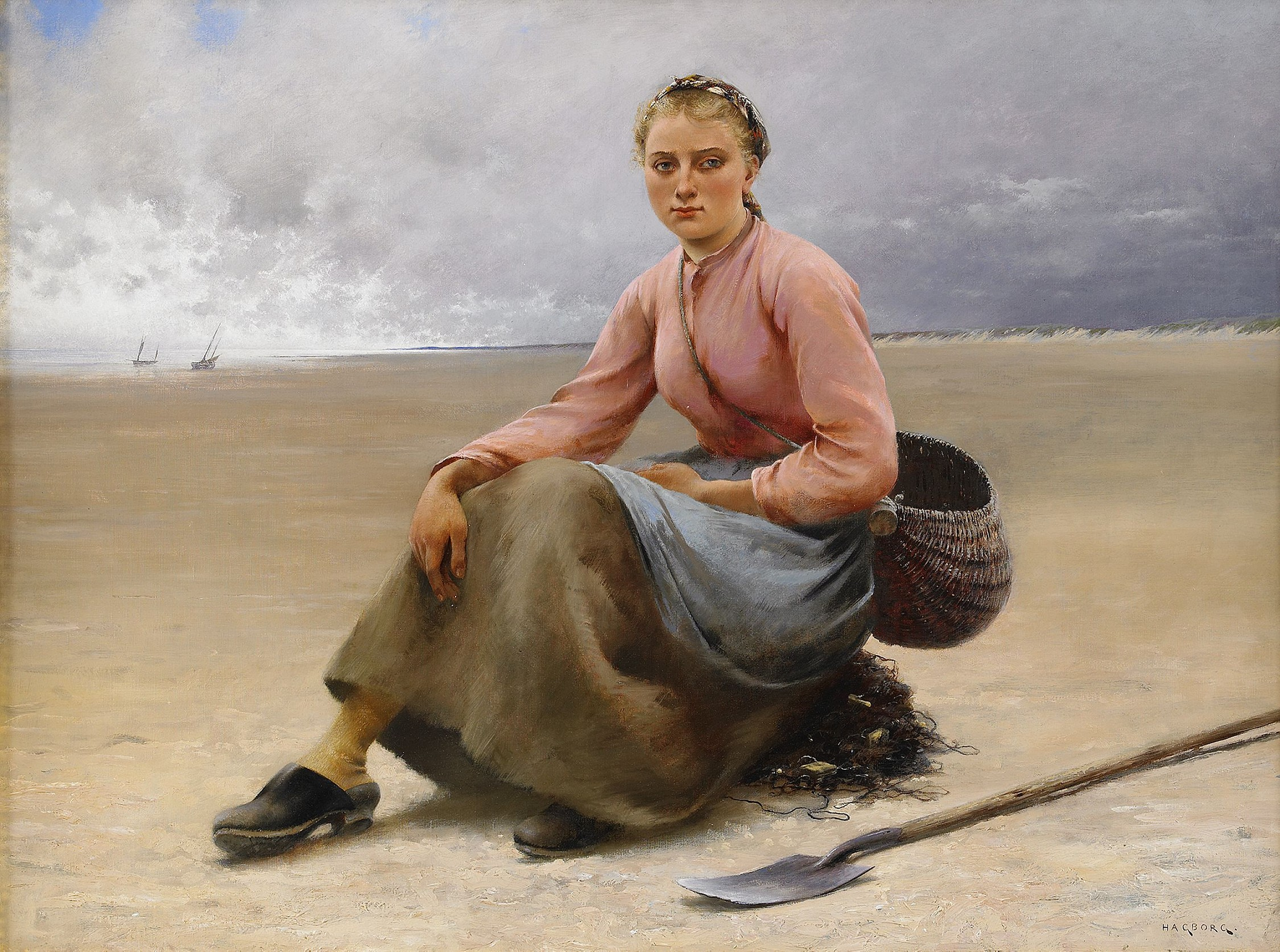
Une ramasseuse d'huitres (date inconnue)
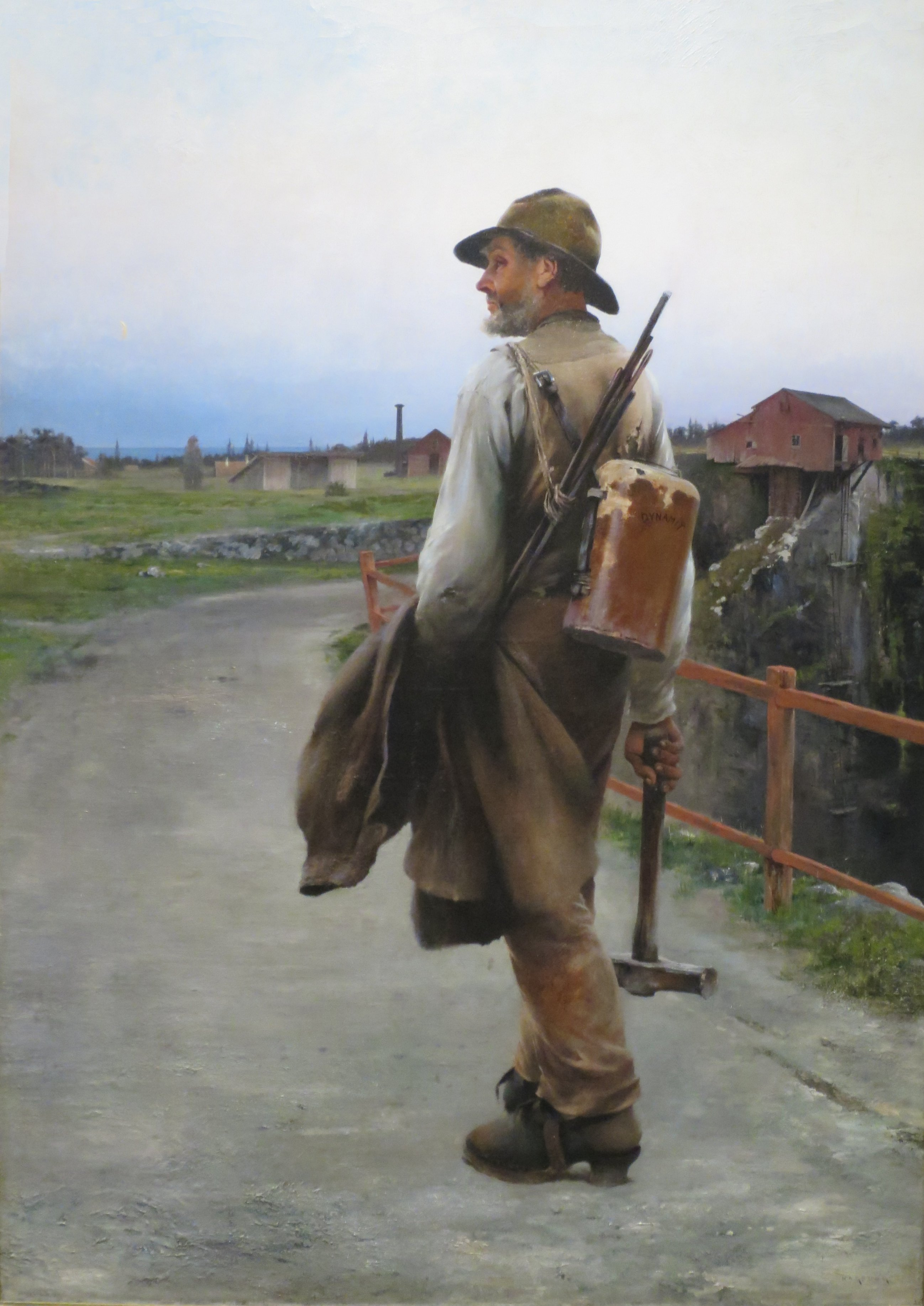
Un mineur (1880), Bergen Kunstmuseum.
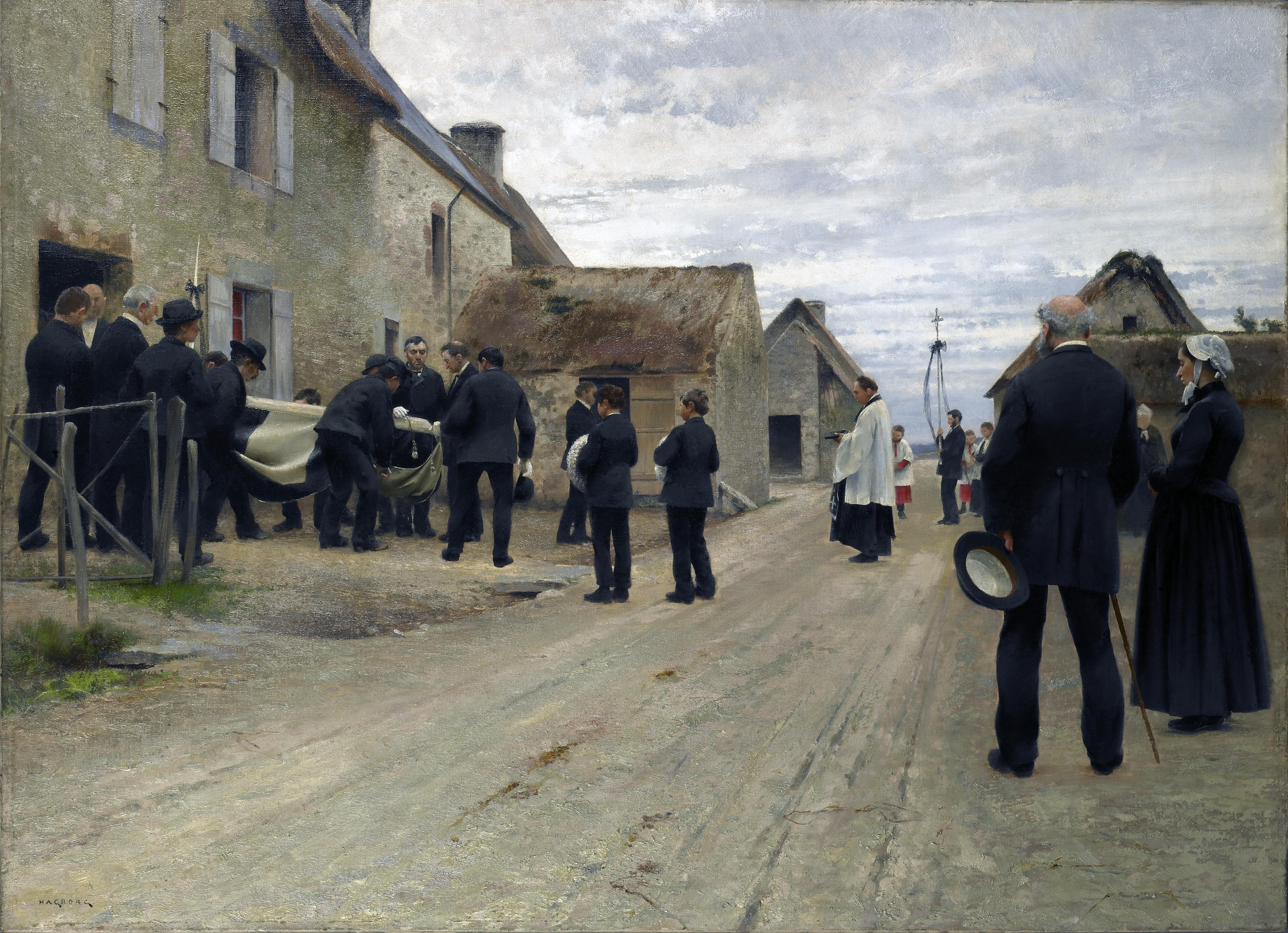
Enterrement dans un village de la Manche (1911), musée des Beaux-Arts de Rouen.
Coucher de soleil sur la mer (vers 1914), Stockholm, Nationalmuseum.